# Anthosactis nomados
Anthosactis nomados is een zeeanemonensoort uit de familie Actinostolidae.
Anthosactis nomados is voor het eerst wetenschappelijk beschreven door White, Wakefield Pagels & Fautin in 1999.